# Acadêmicos da Barra da Tijuca
Grêmio Recreativo Escola de Samba Acadêmicos da Barra da Tijuca foi uma escola de samba da região da Barra da Tijuca, cidade do Rio de Janeiro. Sua sede localizava-se na Estrada do Itanhangá, no bairro do mesmo nome.

## História
Desde 2000, quando a escola de samba passou a desfilar, esta ganhou o campeonato de sua categoria nos três primeiros anos, sempre subindo de categoria a cada conquista. Chegou em 2003 ao Grupo B, podendo desfilar na Marquês de Sapucaí pela primeira vez em sua história. Nesse ano, conquistou um expecional 4º lugar, quase conquistando a promoção para o Grupo de acesso A.
Nos anos seguintes, no entanto, a escola passou por dificuldades e registrou três descensos seguidos. Em 2007, já com a ordem de desfile sorteada, a escola oficializou que não desfilaria. Devido a isso, foi suspensa pela AESCRJ por dois carnavais. Por fim, enrolou a bandeira.

## Carnavais
| Ano  | Colocação | Grupo | Enredo                                                                             | Carnavalesco                        | Intérprete   | Ref-Not    |
| ---- | --------- | ----- | ---------------------------------------------------------------------------------- | ----------------------------------- | ------------ | ---------- |
| 2000 | Campeã    | E     | Da Barra da Tijuca para o Brasil 2000                                              | Marcos Lima e Ronaldo Souza         | Roberto Eloy | [ nota 1 ] |
| 2001 | Campeã    | D     | A Barra da Tijuca, faz sua viagem encantada com o golfinho coroado                 | Comissão de Carnaval                | Roberto Eloy | [ nota 2 ] |
| 2002 | Campeã    | C     | Tijuca - Da magia imperial ao atual republicano, pode me chamar de tijucano!       | Paulo Roberto                       | Roberto Eloy | [ nota 3 ] |
| 2003 | 4ºlugar   | B     | É arte, é carnaval. A Barra da Tijuca apresenta o Teatro do Oprimido na vida real! | Paulo Roberto                       | Sereno       | [ nota 4 ] |
| 2004 | 9ºlugar   | B     | Luz, camera, ação... Na Barra da Tijuca, Cacá Diegues é pura emoção                | Marcyo de Olliveira e Marcus Aramha | Sereno       | [ nota 5 ] |
| 2005 | 13ºlugar  | C     | A revolta de Netuno contra a poluição das águas                                    | Cássio Carvalho                     | Sereno       | [ nota 6 ] |
| 2006 | 14ºlugar  | D     | Paz, um grito de liberdade, igualdade para todos                                   | Cássio Carvalho                     | Roberto Eloy |            |

## Títulos
| Divisão | Divisão | Títulos | Carnavais |
|         | Série C | 1       | 2002      |
|         | Série D | 1       | 2001      |
|         | Série E | 2       | 2000      |

## Premiações
Prêmios recebidos pelo GRES Acadêmicos da Barra da Tijuca.
| Ano  | Prêmio    | Categoria / premiados | Divisão | Ref.  |
| ---- | --------- | --- | ------- | ----- |
| 2003 | S@mba-Net | Samba-enredo ("É arte, é carnaval. A Barra da Tijuca apresenta o Teatro do Oprimido na vida real!" - Compositores: Ciraninho, Felipe, Leandro Fregonesi e Rafinha) | Grupo B | [ 2 ] |
| 2003 | S@mba-Net | Intérprete (Sereno) | Grupo B | [ 2 ] |